# Chantelle
Chantelle (früher Chantelle-le-Château) ist eine französische Gemeinde mit 1124 Einwohnern (Stand: 1. Januar 2022) im Département Allier in der Region Auvergne-Rhône-Alpes. Sie gehört zum Arrondissement Vichy und zum Gemeindeverband Saint-Pourçain Sioule Limagne. Die Bewohner werden Chantellois und Chantelloises genannt.

## Lage
Die Gemeinde Chantelle liegt im Tal der Bouble, etwa 25 Kilometer nordwestlich von Vichy.

## Bevölkerungsentwicklung
| Jahr      | 1962 | 1968 | 1975 | 1982 | 1990 | 1999 | 2006 | 2013 | 2022 |
| Einwohner | 1095 | 1121 | 1069 | 1084 | 1043 | 1040 | 1056 | 1064 | 1124 |

## Sehenswürdigkeiten
- Abtei Saint-Vincent de Chantelle, Monument historique[1] (1853 wiederbesiedelt durch die auf Thérèse de Bavoz zurückgehende Benediktinerinnenabtei Pradines, 1891 zur Abtei erhoben)
- Maison du Pays Chantellois (16. Jahrhundert)
- Kirche Saint-Nicolas (19. Jahrhundert)
- Schluchten der Bouble
- Wasserturm

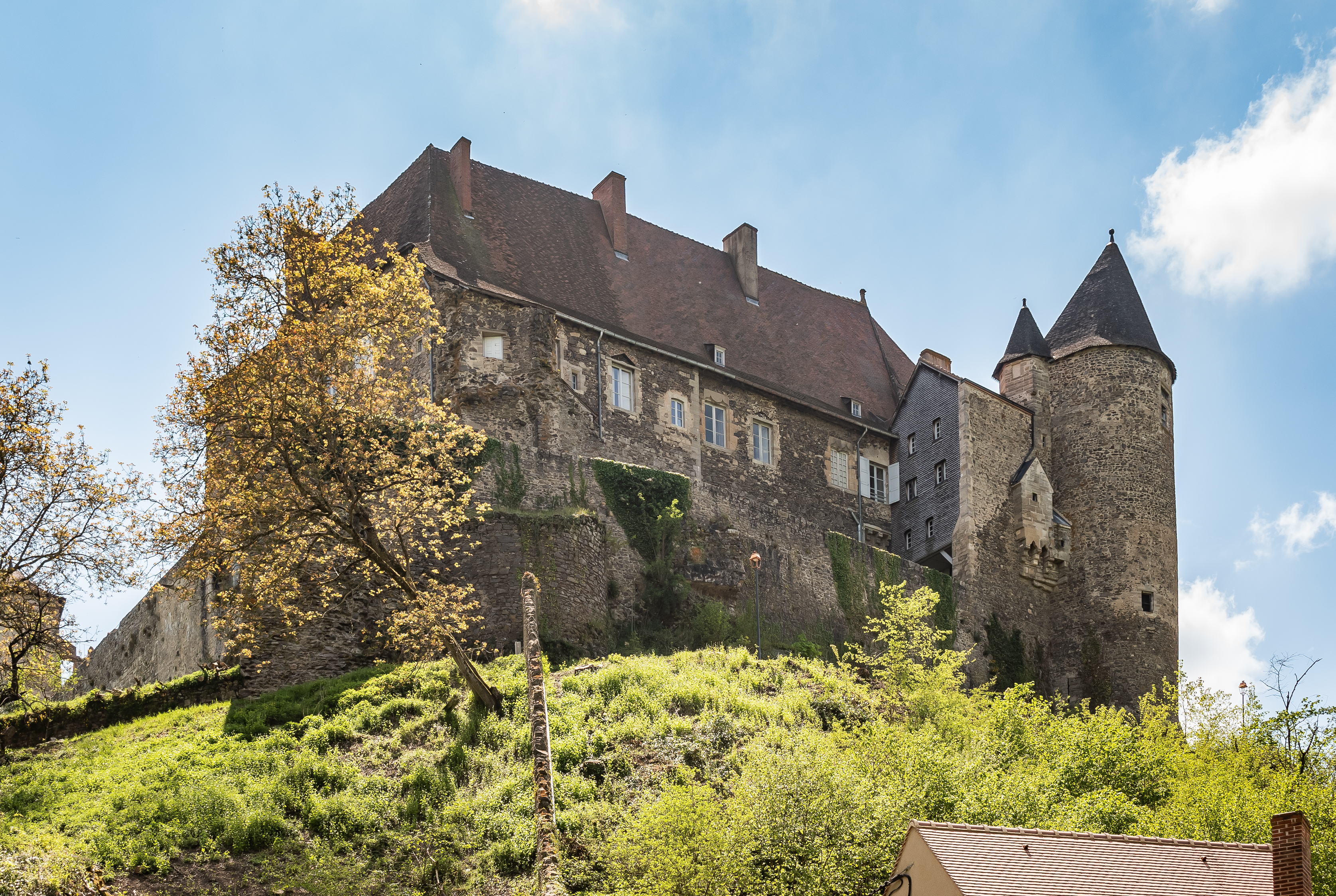
Abtei Saint-Vincent
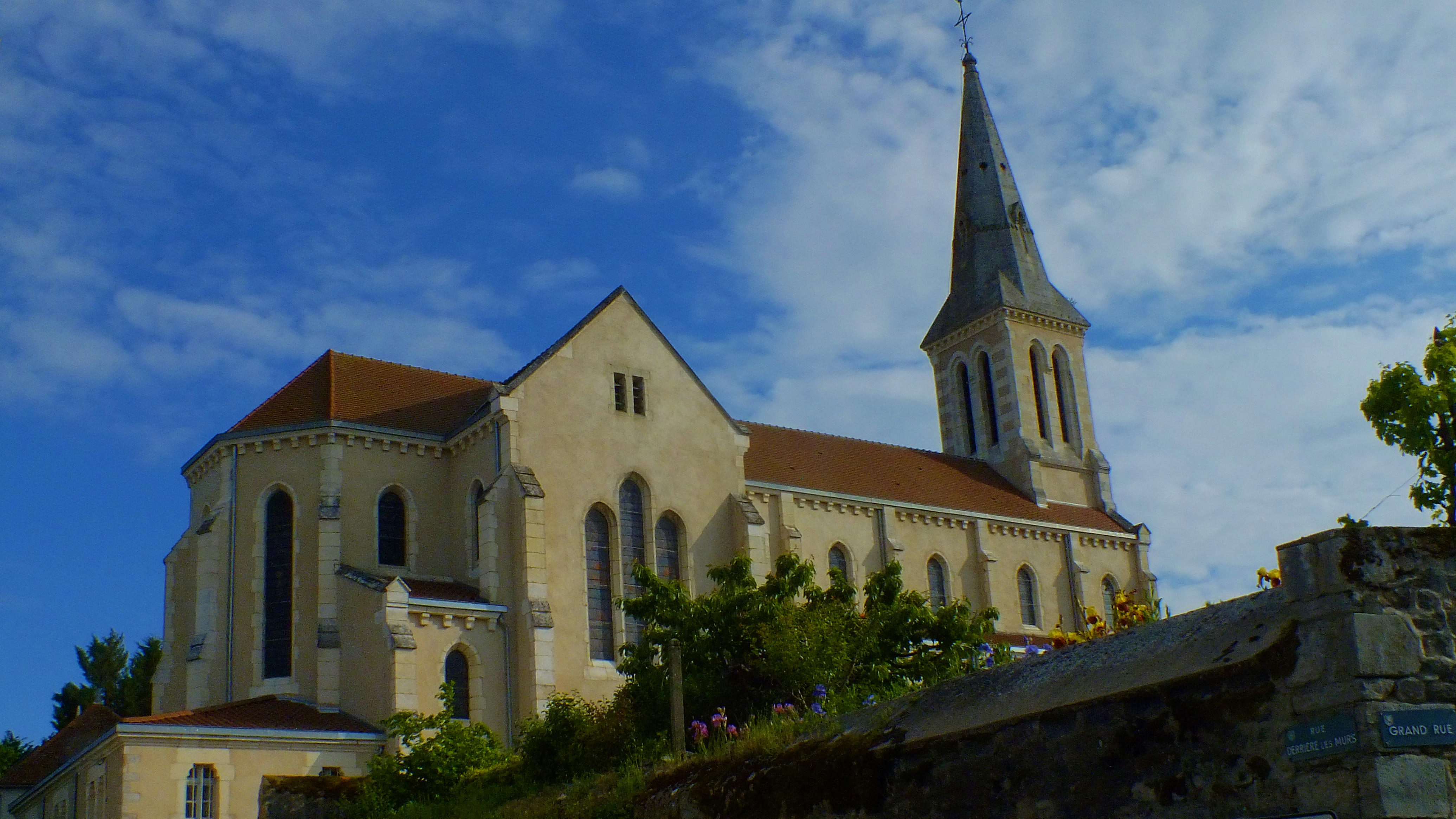
Kirche Saint-Nicolas

## Persönlichkeiten
- Joseph Antoine Morio (1771–1811), Offizier, Kriegsminister des Königreichs Westphalen
- Jean Boffety (1925–1988), französischer Kameramann
- Anne de Beaujeu (1461–1522), auch Anne de France, Tochter des französischen Königs Ludwig XI., in Chantelle gestorben
- Georges Glaeser (1918–2002), Mathematiker, in Chantelle gestorben

## Belege
1. ↑  Abtei Saint-Vincent de Chantelle in der Base Mérimée des französischen Kulturministeriums (französisch)